# NGC 4256
NGC 4256 ist eine Spiralgalaxie vom Hubble-Typ Sb im Sternbild Drache am Nordsternhimmel. Sie ist schätzungsweise 118 Millionen Lichtjahre von der Milchstraße entfernt und hat einen Durchmesser von etwa 150.000 Lichtjahren. Gemeinsam mit NGC 4108, NGC 4210, NGC 4221, NGC 4332, NGC 4513 und PGC 38461 bildet sie die NGC 4256-Gruppe (LGG 277).
Das Objekt wurde am 20. März 1790 vom deutsch-britischen Astronomen Wilhelm Herschel entdeckt.

## NGC 4256-Gruppe (LGG 277)
| Galaxie   | Alternativname | Entfernung/Mio. Lj |
| --------- | -------------- | ------------------ |
| NGC 4256  | PGC 39568      | 118                |
| NGC 4210  | PGC 39184      | 127                |
| NGC 4221  | PGC 39266      | 65!                |
| NGC 4332  | PGC 40133      | 129                |
| NGC 4108  | PGC 38423      | 117                |
| NGC 4513  | PGC 41527      | 108                |
| PGC 38461 | NGC 4108B      | 125                |